# سين ومرن

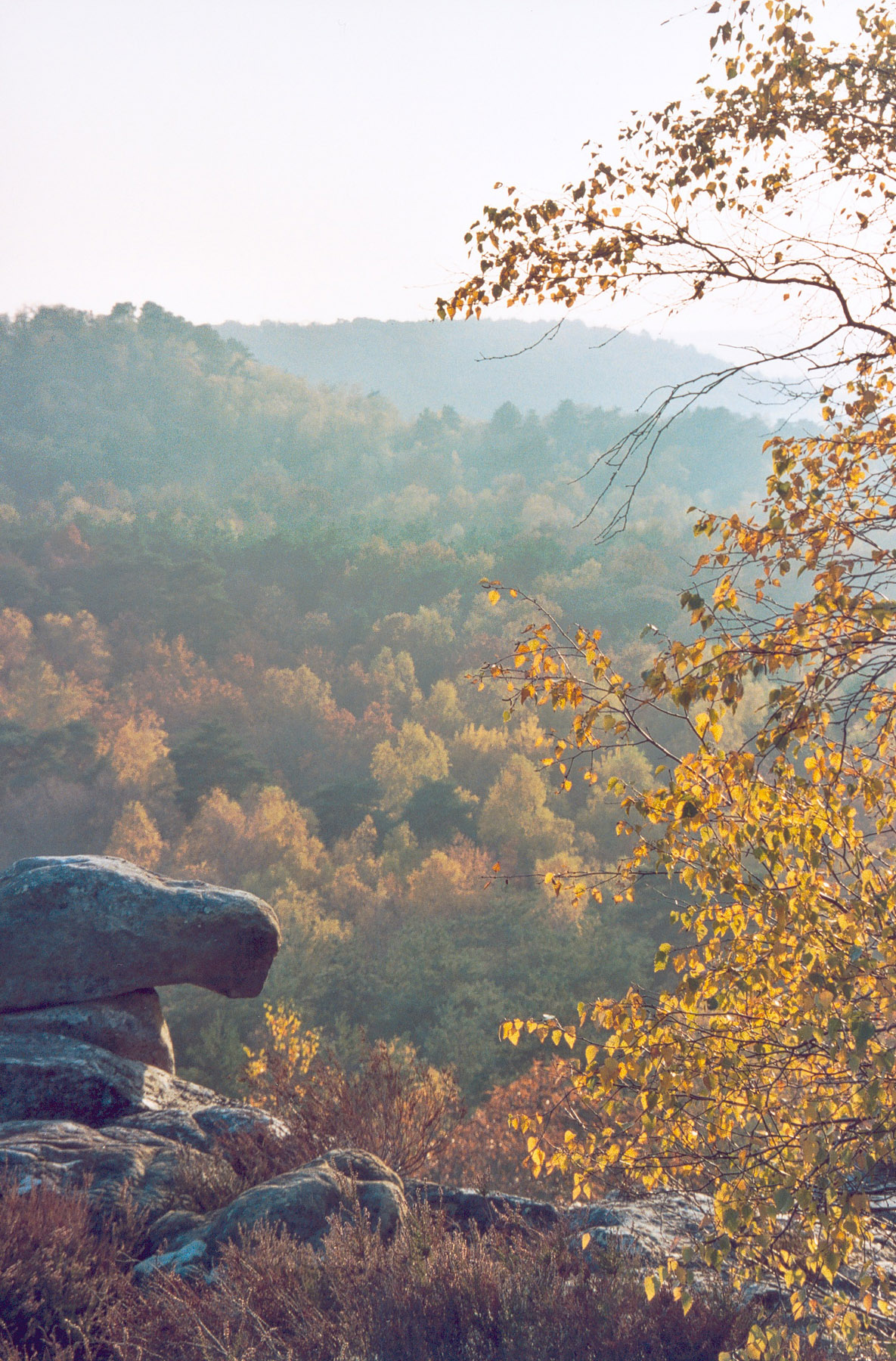
غابة فونتينبلو

 السين ومَرن 77  (بالفرنسية: Seine-et-Marne)‏ هو إقليم فرنسي تابع لمنطقة إيل دو فرانس وأخذ اسمه من اسم نهري السين والمرن.

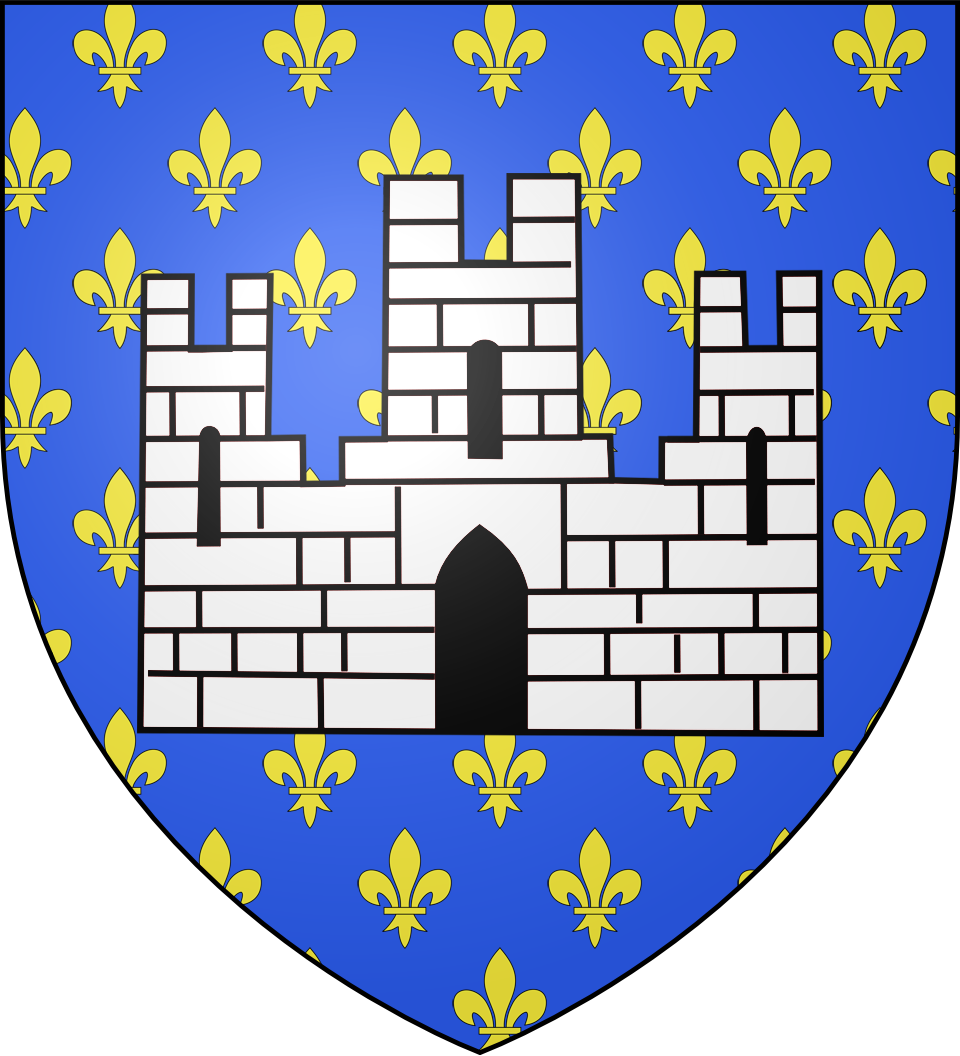
تعليق

تعليق

## معرض صور

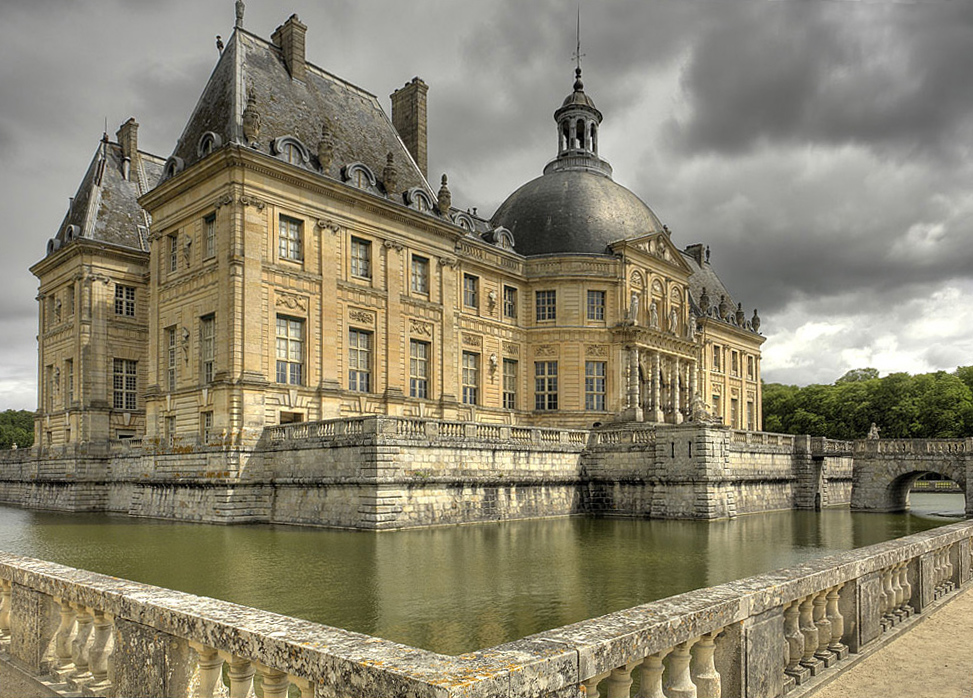
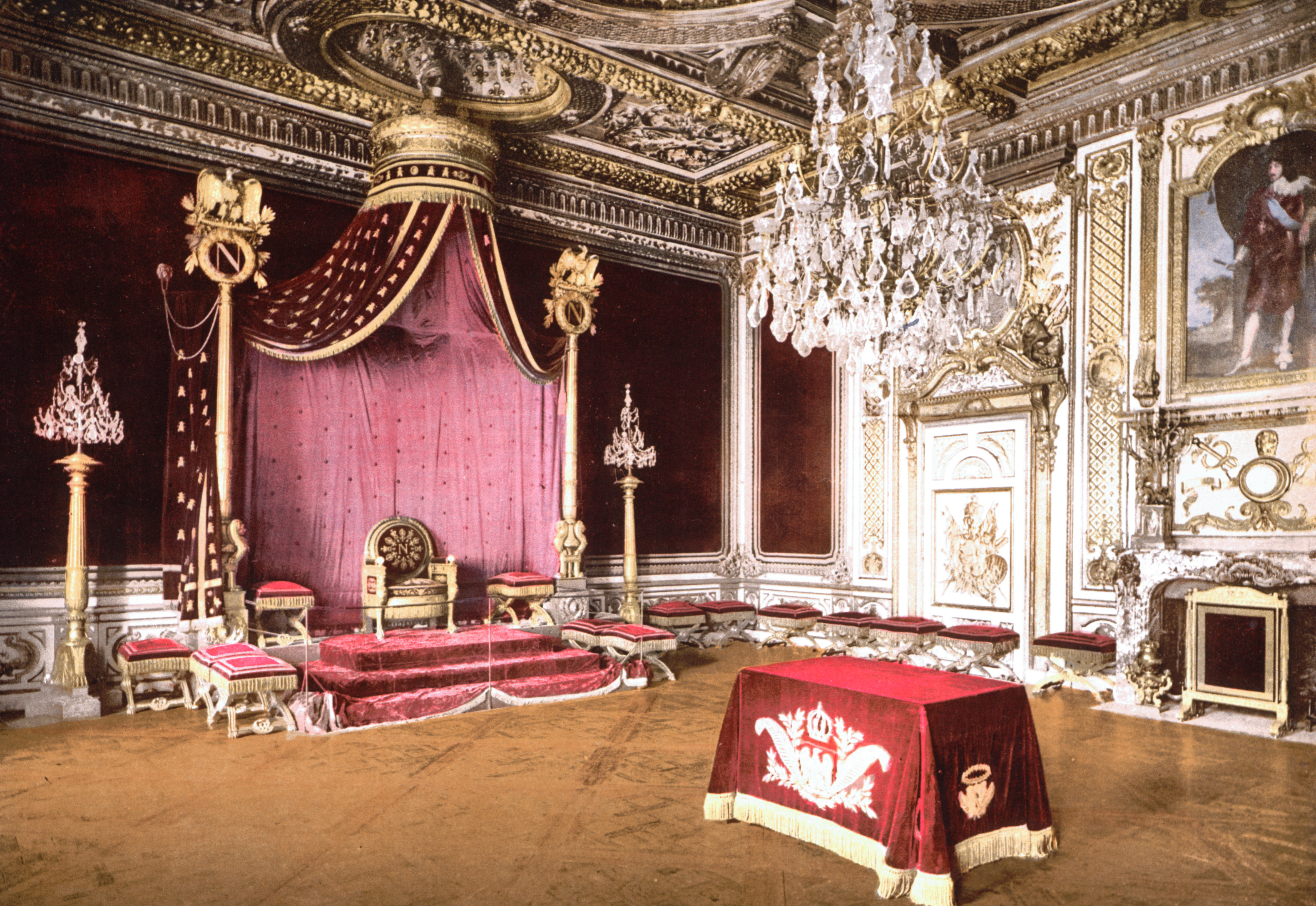
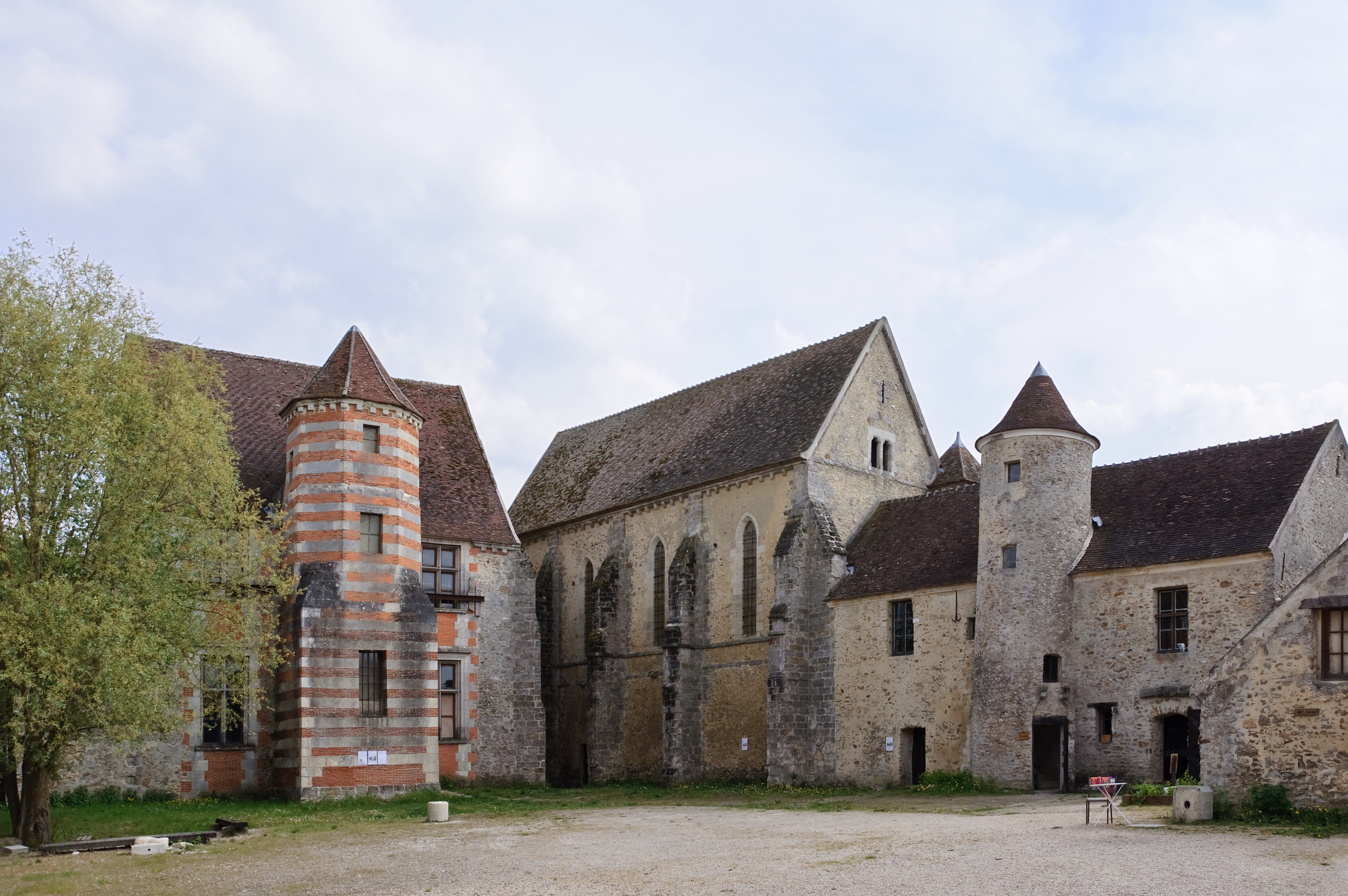
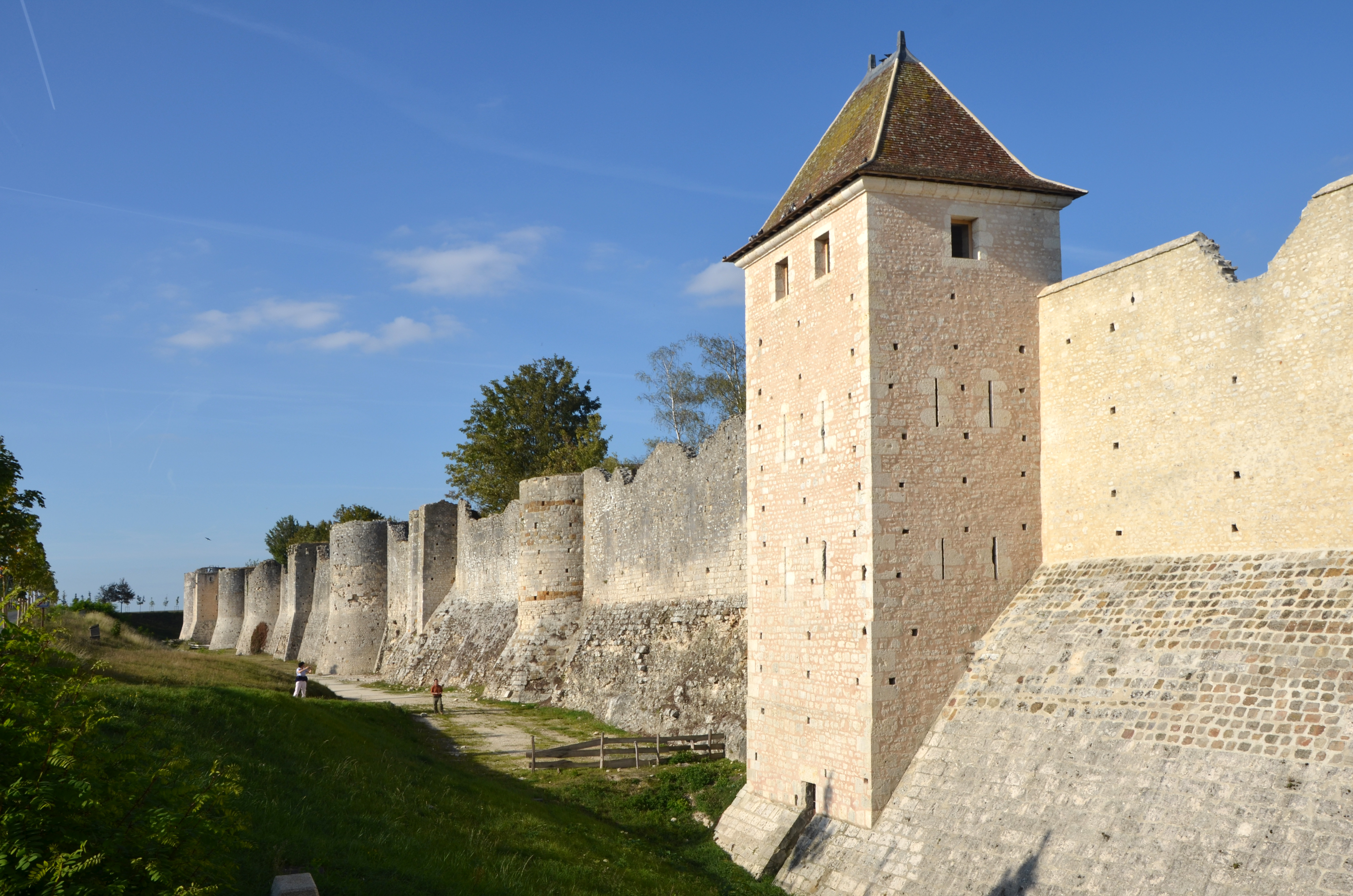

## توأمة
لسين ومَرن اتفاقيات توأمة مع:
- أورلاندو (1991 - )[4]

## أعلام
- تيودور روسو
- هنري سيمون
- جيلبرت آدم
- ستيفان مالارميه
- جول جيرفايس كورتيلمونت

## مواضيع ذات صلة
- مو
- مولن
- ليزي سير أورك